# EU-Gipfel Oktober 2017
Der EU-Gipfel Oktober 2017 fand vom 19. bis 20. Oktober 2017 in Brüssel, Belgien, statt. Den Vorsitz hatte EU-Ratspräsident Donald Tusk.

## Themen
Die europäischen Staats- und Regierungschefs diskutierten auf dem Gipfel die Themen Migration, Digitalisierung sowie Außen- und Sicherheitspolitik. Zentrale Themen des Gipfels waren auch die Reform der Europäischen Union und der Brexit.

## Zukunft der EU
Führende EU-Vertreter äußerten sich kritisch zur Handlungsfähigkeit der EU. Über den grundsätzlichen Reformbedarf herrschte weitgehend Einigkeit, nicht aber über die daraus resultierende zukünftige Ausrichtung. Ratspräsident Donald Tusk befürwortete in einem „Leaders Agenda“ genannten Arbeitsprogramm häufigere Treffen der Staats- und Regierungschefs, um sich bei strittigen Themen verständigen zu können. Frankreichs Präsident Macron sprach sich für ein Europa der verschiedenen Geschwindigkeiten aus. Bundeskanzlerin Merkel betonte, Europa wolle „sein Schicksal selbst in die Hand nehmen“.

## Brexit
Die britische Premierministerin Theresa May machte den Vertretern der verbleibenden Mitgliedstaaten während des Gipfels keine konkreten Angebote in Fragen der Austrittskosten, dem Grenzregime zu Nordirland und den Rechten von EU-Ausländern im Vereinigten Königreich. Eine Ausweitung der Verhandlungen auf Fragen der politischen Verhältnisse nach dem Austritt lehnten die anderen Gipfelteilnehmer ab.

## Außen- und Sicherheitspolitik
Die deutsche Bundesregierung forderte wegen der Inhaftierung deutscher Journalisten eine Reduzierung der „EU-Heranführungshilfen“ an die Türkei. Es handelte sich um Zahlungen von insgesamt ca. 4,45 Milliarden Euro im Zeitraum von 2014 bis  2020. Merkel äußerte auch Kritik an der Gesamtentwicklung der Rechtsstaatlichkeit in der Türkei. Die Teilnehmer des Gipfels sprachen sich für eine Kürzung aus.
Weitere Themen im Bereich der Außenpolitik waren das Atomabkommen mit dem Iran. Die Staats- und Regierungschefs warnten US-Präsident Donald Trump davor, das Abkommen aufzukündigen. Zugleich verurteilten die Staatenlenker das Verhalten Nordkoreas und bezeichneten es als „inakzeptabel“. Die Teilnehmer diskutierten auch die Ständige Strukturierte Zusammenarbeit (PESCO) im Bereich der Verteidigung.

## Migration
Die Staats- und Regierungschefs bezeichneten das Abkommen über den Ausbau der libyschen Küstenwache als Erfolg, da sich die Zahl der über die zentrale Mittelmeerroute in Italien ankommenden Flüchtlinge verringert habe.

## Digitalisierung
Auf Vorschlag der estnischen Regierung, die zur Zeit des Gipfels den Ratsvorsitz führte, erörterten die Teilnehmer das Thema Digitalisierung. Diskutiert wurde auch eine Initiative Deutschlands, die Einkünfte von US-Internetunternehmen stärker zu besteuern.